# Przejęsław
Przejęsław – wieś w Polsce położona w województwie dolnośląskim, w powiecie bolesławieckim, w gminie Osiecznica.

## Położenie
Leży w Borach Dolnośląskich nad rzeką Kwisą. 

## Podział administracyjny
W latach 1975–1998 miejscowość administracyjnie należała do województwa jeleniogórskiego.

## Przemysł
We wsi znajduje się duży tartak.